# Michael Bent
Pas d'image ? Cliquez ici

a Compétitions nationales et continentales officielles uniquement.

b Matchs officiels uniquement.
Dernière mise à jour le 21 octobre 2023.
Michael Bent, né le 25 avril 1986 à Hawera (Nouvelle-Zélande), est un joueur néo-zélandais, international irlandais de rugby à XV. Il évolue au poste de pilier droit ou gauche et joue pour la province de Taranaki en NPC depuis 2023.

## Biographie

### Débuts en Nouvelle-Zélande (2009-2012)
Michael Bent a rejoint l'équipe de Taranaki en 2009 en tant que pilier polyvalent capable de jouer à gauche comme à droite de la mêlée.
Pour sa première saison avec Taranaki, il dispute six matchs en NPC. Lors de la saison suivante, il est retenu par la franchise néo-zélandaise des Hurricanes avec qui il dispute cinq matchs en compétition officielle. Il poursuit ensuite la saison en NPC avec Taranaki, participant activement à la troisième place obtenue par l'équipe ainsi qu'à la conquête du Ranfurly Shield.
Lors de la saison 2012, Bent est peu utilisé par les Hurricanes et uniquement comme remplaçant épisodique. De retour avec Taranaki en NPC, il s'impose comme titulaire au poste de pilier droit alors qu'il n'avait été utilisé que comme pilier gauche la saison précédente. Durant cette année, il joue les treize matchs de la saison régulière et notamment les six matchs à domicile lors desquels Taranaki parvient à conserver le Ranfurly Shield. 

### Départ en Irlande et découverte du niveau international (2012-2021)
En octobre 2012, Michael Bent rejoint l'équipe irlandaise du Leinster. Éligible du fait d'une grand-mère irlandaise, il est immédiatement sélectionné dans le groupe irlandais pour la tournée d'automne. Il connait sa première cape internationale le 10 novembre 2012 à l'Aviva stadium contre l'Afrique du Sud. 

### Retour en Nouvelle-Zélande, fin de carrière, puis retour dans le rugby professionnel (depuis 2021)
De retour en Nouvelle-Zélande pour jouer la saison 2021 de NPC avec Taranaki, il annonce prendre sa retraite à la fin de cet exercice. 
De ce fait, il exerce ensuite la profession de fermier. Toutefois, lors de l'été 2022, l'équipe d'Irlande étant en tournée en Nouvelle-Zélande, Michael Bent est appelé par cette équipe après des blessures dans l'effectif, il s'entraîne donc avec eux et participe même à une rencontre contre les Māori. 
Pour la saison 2023 de NPC, il est retenu dans l'effectif de Taranaki et fait donc son retour dans le sport professionnel. À la fin de la saison, il remporte son premier NPC avec Taranaki en battant Hawke's Bay en finale. 

## Palmarès
- Finaliste de la Coupe d'Europe en 2019 avec le Leinster.
- Vainqueur du Pro12 (puis Pro14) en 2013, 2014, 2018, 2019, 2020 et 2021 avec le Leinster.
- Vainqueur du National Provincial Championship en 2023 avec Taranaki.